# L'Aubal
L'Aubal és un mas a ponent del nucli urbà de la població de Flix (Ribera d'Ebre), al paratge de lo Corral Nou i prop de la carretera T-741. Inclòs a l'Inventari del Patrimoni Arquitectònic de Catalunya.

## Arquitectura
És una masia aïllada mig enrunada, formada per diversos volums independents que creen una planta en forma d'U amb un pati al mig. L'edifici principal és de planta rectangular i està format per tres cossos adossats, destinats a vaqueria, habitatge del vaquer i habitatge de l'encarregat, amb les cobertes d'un i dos vessants, tot i que actualment estan enrunades. Consta de planta baixa i pis. La masia pròpiament dita està situada a l'extrem de llevant de la construcció. La façana principal presenta un gran portal d'arc de mig punt adovellat, amb els brancals fets de carreus de pedra ben desbastats A la llinda hi ha la data 1949. La resta d'obertures són finestres rectangulars, emmarcades en pedra i amb les llindes planes. El cos central de la construcció o vaqueria està caracteritzat per la galeria d'arcs de mig punt situada al pis, oberta a les façanes de tramuntana i migdia, i destinada a assecador. Aquests arcs estan bastits en pedra desbastada. A la planta baixa, en canvi, les finestres i portes són d'obertura rectangular, amb les llindes planes. A l'extrem de llevant del parament de migdia hi ha la casa del vaquer, precedida d'un petit porxo d'un sol vessant, al que s'accedeix mitjançant un arc de mig punt adovellat. La construcció adossada a l'extrem de ponent o casa de l'encarregat té la coberta d'un sol vessant, i presenta un gran arc de mig punt bastit en pedra a la planta baixa, mentre que la resta d'obertures presenten les mateixes característiques anteriors. A la façana de migdia es conserva un balcó de fusta situat al pis i sostingut per un embigat de fusta.
La construcció està bastida en pedra ben desbastada, disposada en filades regulars i amb pedra de mida petita falcant les filades. La resta de cossos auxiliars que acompanyen la masia estan en mal estat de conservació. Destaca la zona de coberts que delimita el pati central pel sud, amb els sostres d'un sol vessant sostinguts per pilars de secció quadrada. Les pallisses i porcelleres, ubicades als costats de llevant i ponent de l'edifici principal, presenten les cobertes d'un sol vessant enrunades, estan organitzades en una planta i tenen obertures rectangulars allindanades. Una d'elles està datada la data 1955.

## Història
Ca l'Aubal és una masia-granja bastida vers el 1949 als afores de la vila de Flix, sent durant la postguerra un centre agropecuari important que fou regentat per la Fàbrica de Flix (Electroquímica de Flix S. A.) a instàncies del règim. Des del 1974 i fins als nostres dies ha estat abandonada i actualment es troba en un estat d'abandonament i parts comencen a enrunar-se.
Gràcies al permisos d'obra i estudis històrics i arquitectònics es pot fixar una cronologia constructiva de la masia i els seus annexos.
L'any 1948 es reparà la pleta per les ovelles. L'any 1949 es bastí el cobert, els porxos pels estris i magatzem i la séquia principal; a més a més es va reparar la bassa i l'habitatge per a l'encarregat. També s'aixecà un femer, i una vaqueria amb l'habitatge del vaquer i un assecador, una quadra, un hàbitat pel muler i golfes. També es construí un habitatge pel pastor i s'instal·là l'electricitat. L'any 1950 es construí una porcellera amb sis departaments, tres estanys per les oques, un tancat pel bestiar boví, una era per trillar, dos galliners, unes séquies secundàries, un dipòsit d'aigües, una paridora doble per a porcs, una pallissa i una bassa. L'any 1957 es donà de baixa l'habitatge de l'encarregat i es construí un de nou. L'any 1963 es bastí un departament a la paridora pel bestiar boví. L'any 1968 s'instal·là un xarxa elèctrica de 220 V per la vaqueria.
En el seu moment més àlgid de rendiment hi havia fins a 14 persones treballant en l'explotació.
Vers els anys 1970 la crisi provocà una davallada en la producció de la Fàbrica de Flix, conseqüentment es va paralitzar els treballs de manutenció extra industrials.
El 1971 es decidí que la masia Aubal cessaria en les seves activitats pecuàries encara que va seguir en l'explotació agrícola fins que l'octubre de 1974, quan es varen finalitzar també aquests treballs.
Actualment està en marxa una proposta per recuperar el complex i destinar-ho a activitats pedagògiques relacionades amb la natura pels nens.